# Rudolf I. od Briennea, grof Eua
Rudolf I. (Raoul de Brienne) bio je grof Eua u Francuskoj. Nije poznato kad je rođen, ali se zna da je umro 19. siječnja 1344. u Parizu, točnije, ubijen je na turniru.
Njegovi su roditelji bili grof Ivan II. i grofica Ivana od Guînesa. Rudolf je naslijedio oca kao grof Eua, a majku kao grof Guînesa.
Oženio je Ivanu de Mello, damu Lormesa i Château-Chinona, kćer Ivane de Toucy i Dreuxa IV. de Melloa. Ivana je Rudolfu rodila Rudolfa II., Ivanu i Mariju. Ivana je bila žena Gauthiera VI. de Briennea i Luja d'Evreuxa te dama Château-Chinona i Darcyja. Marija je umrla mlada.